# أندريا غويرا
أندريا غويرّا (بالإيطالية: Andrea Guerra)‏ هو رجل أعمال إيطالي، ولد في 26 مايو 1965 في ميلانو في إيطاليا.
شغل غويرا منصب الرئيس التنفيذي لشركة لوكسوتيكا من يوليو 2004 إلى أغسطس 2014. قبل ذلك عمل لمدة عشر سنوات في شركة إنديسيت (سابقا Merloni Elettrodomestici) وترقى إلى منصب العضو المنتدب. شغل من أكتوبر 2016 إلى 2020 منصب الرئيس التنفيذي لشركة Eataly.